# Pont de Meung-sur-Loire
Le pont de Meung-sur-Loire  est un pont suspendu français franchissant la Loire à Meung-sur-Loire dans le département du Loiret et la région Centre-Val de Loire.
Le pont est situé dans le périmètre du Val de Loire inscrit au patrimoine mondial de l'UNESCO.

## Géographie
Le pont est situé à 18 km à l'aval d'Orléans et à 7 km à l'amont du pont de Beaugency. Il supporte la route départementale D 18 qui relie Meung-sur-Loire sur la rive droite à Dry sur la rive gauche, puis à Cléry-Saint-André et La Ferté-Saint-Aubin au-delà.

## Histoire
L’existence d'un pont à Meung-sur-Loire est mentionnée pour la première fois dans des documents narrant l’épopée de Jeanne d'Arc. Le pont est en effet pris aux Anglais par Jeanne d’Arc le 15 juin 1429. Les Anglais seront définitivement vaincus trois jours plus tard, à la bataille de Patay le 18 juin 1429. Certainement trop faible pour résister au temps et aux crues de la Loire, c’est un bac qui existe de fait au début du XIXe siècle.
La construction de l'ouvrage fut décidée par ordonnance royale du 17 avril 1834 et fit suite à l'établissement d'une concession de péage, pour une période maximale de 99 ans, en date du 1er juillet 1834.
Cet ouvrage comptait initialement quatre travées de longueurs respectives 70,50 m - 74,10 m - 74,10 m - 70,509 m entre axes d'appuis, mais il fut ultérieurement reconstruit trois fois. Les fondations des appuis de ce premier ouvrage n'ont toutefois jamais été remaniées et sont donc les fondations de l'ouvrage actuel.

### Reconstruction de 1872[4]
Incendié par l'armée française le 21 septembre 1870, le pont fut reconstruit durant les années 1872-1874. Les travaux réalisés ont consisté à reconstruire le pilier aval de la pile en rive gauche en pierre de Beaugency, le tablier des deux travées de rive gauche ainsi que la suspension. L'ouvrage fut ouvert à la circulation à l'issue des épreuves des 22, 23 et 24 juin 1874.

### Reconstruction de 1925[4]
À la suite de son rachat par le département de 1887, l'ouvrage fut l'objet de travaux d'entretien, dont notamment la remise en état des piles en 1895 et le renforcement des enrochements en 1923-1924. Toutefois l'évolution de la circulation nécessita la mise en place d'une règlementation qui s'avéra vite trop contraignante, et la reconstruction de l'ouvrage fut décidée par délibération du 19 mai 1925.
L'ouvrage neuf fut construit sur les piles et culées existantes, maintenant ainsi le débouché des quatre travées. Les modifications importantes apportées à l'ouvrage furent les suivantes : exhaussement des piliers sur piles ; rescindement des piliers pour permettre une chaussée de 5,50 m de largeur et liaison de ces piliers à leur sommet par une voûte en plein cintre ; construction de nouveaux piliers sur culée en arrière des piliers existants et solidarisation à la base par une dalle de répartition ; construction de nouveaux massifs circulaires en arrière des massifs d'ancrage existants ; mise en place d'une ossature métallique ; construction d'une dalle béton armé ; adjonction autour des piliers de passerelles en encorbellement assurant la continuité des trottoirs au droit des piles et des culées.
À la suite de cette reconstruction, les enrochements des piles et des culées furent renforcés par la mise en œuvre de blocs parallélépipédiques en béton, fabriqués à cette intention et toujours visibles aujourd'hui.
Cet ouvrage fut conforté en 1935 par un renforcement de la suspension et la mise en place d’une nacelle de visite sous le tablier.

### Reconstruction de 1948[4]

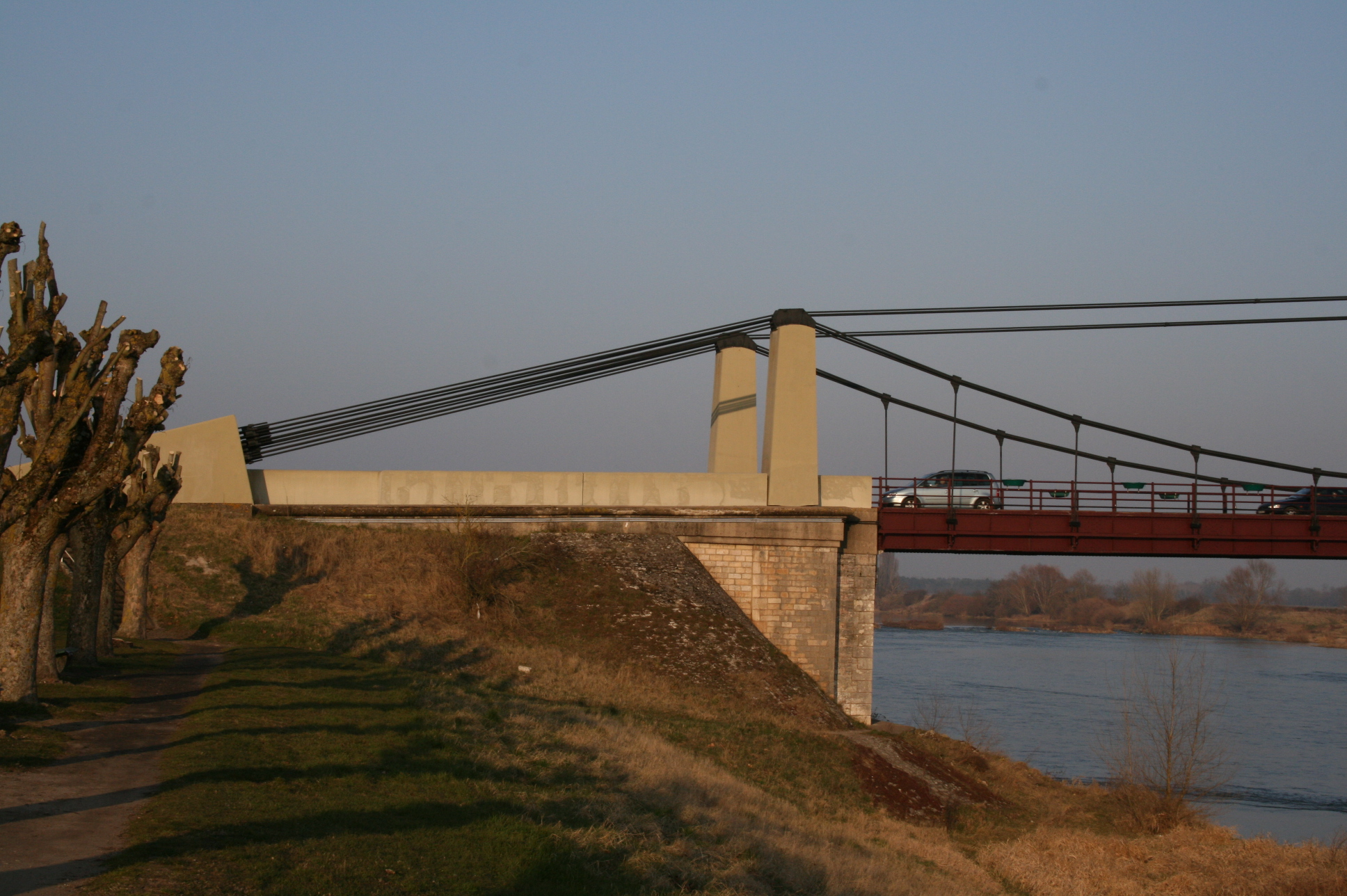
Culée rive droite. Les câbles ne s’appuient pas sur un portique, mais sur deux obélisques non liaisonnées

Détruit en juin 1940 par faits de guerre, l'ouvrage actuel fut remis en service en 1948. La reconstruction a concerné le tablier et la suspension, les appuis n'étant pas endommagés.
Les radiers d'appuis des piliers sur culées ont été renforcés. Les piliers ou obélisques de 6 m de hauteur et reposant sur les radiers par des articulations ont été reconstruits.
Un portique articulé offrant une largeur libre de 7 m et une hauteur sous traverse de 9,04 m a été construit sur chaque pile. La totalité de la suspension a été changée. Enfin un tablier à ossature métallique et d'une dalle en béton armé ont été mis en place.
À l'issue de cette reconstruction, les éléments de l'ancien tablier furent laissés en lit de Loire sur les deux travées de la rive droite.

### Remise en état de la suspension en 1986[4]
À la suite de l'effondrement du pont de Sully-sur-Loire, des investigations furent menées sur l'ensemble des ponts suspendus du département afin de préciser les caractéristiques chimiques et métallographiques des aciers de la suspension. Les résultats permirent de définir les travaux nécessaires à la remise en état normal de service de l'ouvrage.
Ces travaux consistèrent essentiellement à remplacer toutes les parties métalliques de la suspension présentant des risques de rupture fragile : remplacement de l'ensemble des suspentes, avec amélioration du système d'attache basse et réglage de l'ensemble de la suspension ; remplacement des étriers d'attache des câbles de tête au sommet des pylônes ; remplacement des tirants d'attache des câbles avec construction d'un nouveau massif d'ancrage. Cette opération nécessite le reculotage de l'ensemble des câbles lors du transfert de l'ancien au nouveau massif.
Ces travaux sur la suspension furent complétés par le confortement de l'ensemble des fondations, l'enlèvement complet de l'ancien tablier du pont effondré en 1940 qui perturbait gravement l'écoulement de l'eau sous les deux travées rive droite, la pose de bielles d'appui sur les piles et les culées et le remplacement des joints de chaussée.

### Nouveau pont étudié en 2005
Pour réduire les nuisances liées au trafic de transit du fait du débouché du pont en centre-ville, un projet de construction d’un nouveau pont dont le débouché serait excentré a été étudié

## Caractéristiques[4]
Le pont est un ouvrage métallique suspendu à quatre travées d’une longueur de 271 m et de largeur 7 m entre parements intérieurs des portiques sur pile et des obélisques sur culées.
Ce gabarit permet de supporter une chaussée de 5,50 m de largeur et deux trottoirs de 0,75 m.
Les appuis sont constitués de deux culées de 8,20 m de hauteur et trois piles de 10,20 m de hauteur et 3,20 m de largeur.
Le pont est constitué de quatre travées : deux travées centrales de 73,75 m et deux travées de rive de 64,225 m entre axes des appuis.

### Fondations

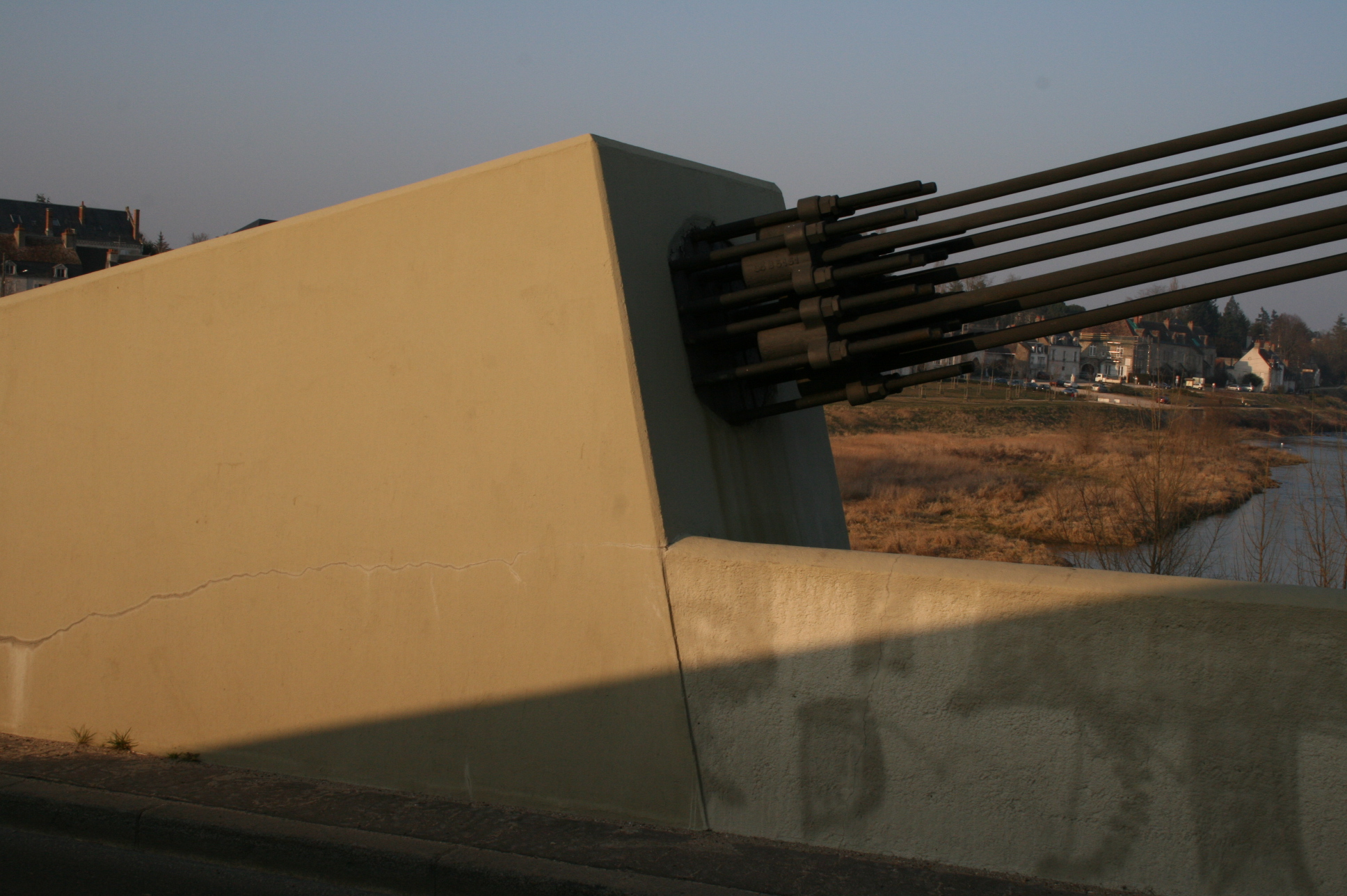
Massif d’ancrage

Une reconnaissance géotechnique, réalisée en 1984, a permis de préciser la nature des fondations et du sol de fondation. Les maçonneries reconnues à la base des piles, présentaient des caractéristiques mécaniques moyennes à élevées. les massifs de fondation sont constitués par des massifs en béton de chaux. Le béton sain alterne avec du béton friable aux caractéristiques mécaniques moindres. Le sol de fondation est constitué par du calcaire marneux caillouteux tendre à mi-dur.
Des travaux de confortement des fondations et du sol de fondation ont été réalisés en 1985 (pile centrale) et en 1986 (piles de rives et culées). Ils ont consisté à réaliser des fondations encagées dans un batardeau de palplanches métalliques ancrées dans le sol dur. Un nouveau radier reliant la maçonnerie ancienne et le rideau de palplanches a permis de solidariser le batardeau au fût de pile. Des injections sont venues conforter le massif.

### Tablier
Le tablier est constitué d’une dalle de béton armée soutenue par une structure métallique.
La partie métallique est constituée de deux poutres de rigidité de 1,20 m de hauteur, de trois longerons axiaux et entretoises (15 en travées de rive, 17 en travées courantes).
La dalle est constituée d’un hourdis en béton armé, d'épaisseur variable de 0,145 m à 0,175 m supportant la chaussée. Les dalles en béton armé sous trottoirs ont une épaisseur de 0,10 m y compris l'enduit asphaltique de 0,015 et présentent une pente de 0,02 m vers la chaussée.

### Suspension

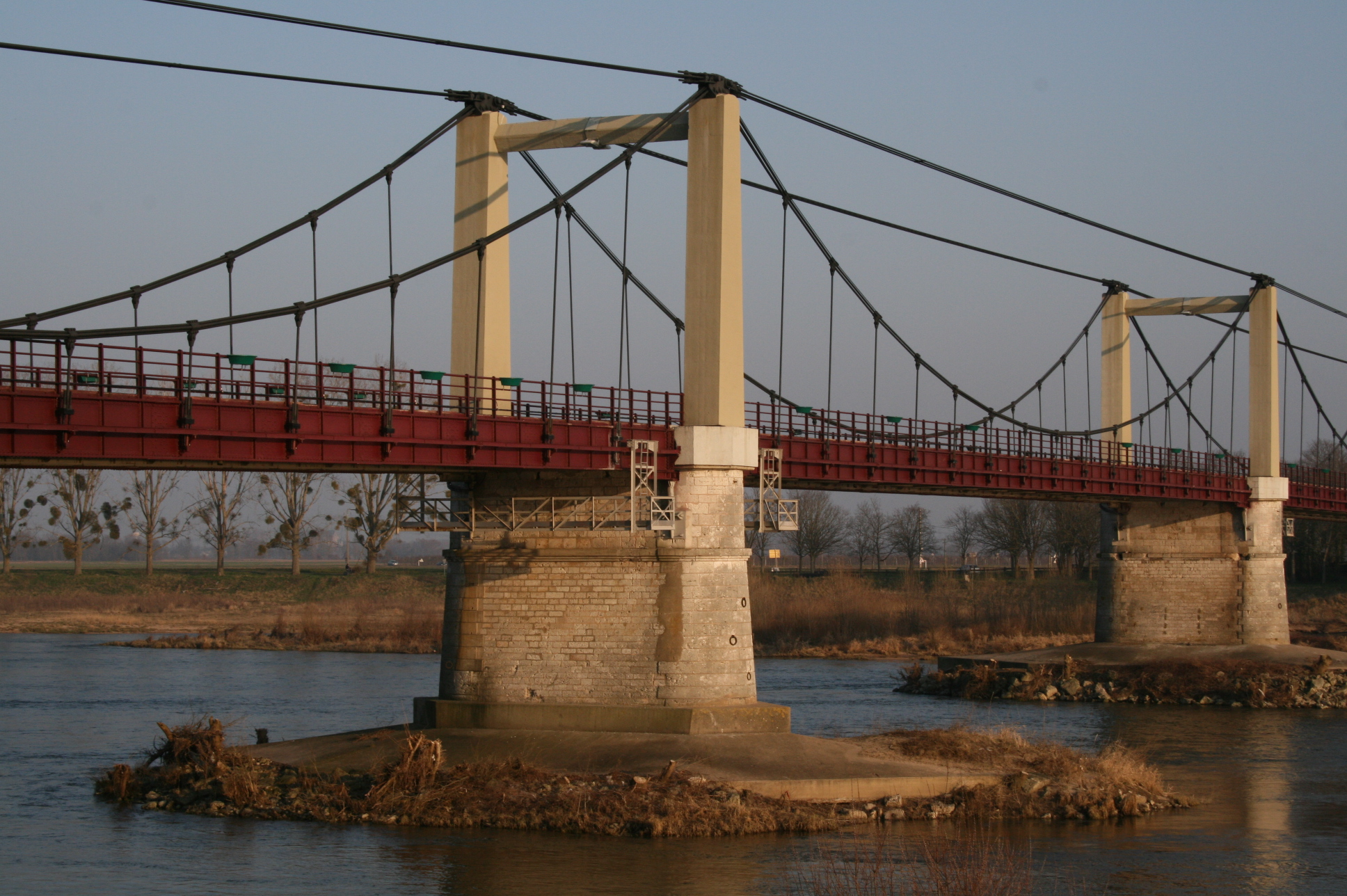
Pile de rive ; noter les câbles de haubanage interrompus au droit du portique

Elle est constituée par rive de quatre câbles porteurs paraboliques de 2 342 mm² disposés en faisceaux continus sur toute la longueur de l'ouvrage et de trois câbles de haubanage de 1 980 mm² interrompus au droit de chaque portique mais continus au droit des obélisques sur culées.
Les câbles de retenue sont constitués par le prolongement des câbles porteurs et des haubans de solidarité. Les suspentes sont quant à elles constituées de barres 0 55 mm, au nombre de 2 x 13 pour les travées de rives et de 2 x 15 pour les travées courantes.

## Pour approfondir